# Салинас, Родольфо
Родольфо Салинас Ортис (исп. Rodolfo Salinas Ortiz; родился 24 августа 1987 года в Гомес-Паласио, Мексика) — мексиканский футболист, полузащитник клуба «Сантос Лагуна», выступающий на правах аренды за «Селаю».

## Клубная карьера
Родольфо дебютировал за «Сан-Луис» 21 января 2007 года в матче против «Америки». В Клаусуре и Апертуре сезона 2007, он сыграл в 12 матчах лиги. 15 марта 2008 года в матче против «Монтеррея» Салинас забил свой первый гол за «Сан-Луис».
Летом 2010 года Салинас вместе со своим партнером по «Сан-Луису» Хосе Рейесом присоединился к «Сантосу Лагуне». В Апертуре 2010 года, своем дебютном сезоне в новой команде, Родольфо не сыграл ни одного матча. 30 января 2011 года в матче против «Хагуарес Чьяпас» он дебютировал за новый клуб, заменив во втором тайме Даниэля Лудуэнью. 5 февраля 2012 года в поединке против УНАМ Пумас Салинас забил свой первый гол за «Сантос». В том же году он выиграл чемпионат, а спустя три года повторил данное достижение.
Летом 2015 года Родольфо на правах аренды перешёл в «Атлас». 16 августа в матче против «Пуэблы» он дебютировал за новую команду. 3 апреля в поединке против УАНЛ Тигрес Салинас забил свой первый гол за «Атлас».

## Международная карьера
В 2007 году в составе сборной Мексики Родольфо отправился на Панамериканские игры, приняв участие в двух матчах и завоевав с командой бронзовые медали.

## Достижения
Клубные
 «Сантос Лагуна»
- Чемпионат Мексики по футболу — Клаусура 2012
- Чемпионат Мексики по футболу — Клаусура 2015

Международные
 Мексика (до 23)
- Панамериканские игры — 2007